# ザンクト・ゲオルク (装甲巡洋艦)
| 写真はザンクト・ゲオルク | |
| 艦歴                     | |
| 発注                     | ポーラ工廠 |
| 起工                     | 1901年5月11日 |
| 進水                     | 1903年8月3日 |
| 就役                     | 1905年7月31日 |
| 退役                     | |
| その後                   | 1920年解体処分 |
| 除籍                     | |
| 前級                     | カイザー･カール6世 |
| 次級                     | なし |
| 性能諸元                 | |
| 排水量                   | 基準：7,289トン 満載：8,069トン |
| 全長                     | 123.33m -m（水線長） |
| 全幅                     | 19.0m |
| 吃水                     | 6.0m（常備） 6.87m（満載） |
| 機関                     | ヤーロー式石炭専焼水管缶12基＋三段膨張式四気筒レシプロ機関2基2軸推進 |
| 最大出力                 | 15,000hp |
| 最大速力                 | 22.0ノット |
| 航続距離                 | |
| 乗員                     | 681名 |
| 兵装                     | クルップ C/86 24cm（40口径）連装砲1基 シュコダ 19cm（42口径）単装砲5基 クルップ 15cm（40口径）単装砲4基 シュコダ 7cm（45口径）単装砲9基 シュコダ 7cm（18口径）単装野砲2基 シュコダ 4.7cm（44口径）単装速射砲12基 ホチキス SFK 4.7cm（33口径）単装速射砲2基 オチキス 3.7cm（33口径）単装速射砲4基 45cm水中魚雷発射管単装2基 |
| 装甲                     | 舷側：165～210mm（船体中央部）、50mm（艦首部） 甲板：36～45～60mm 主砲塔：210mm（前盾）、160mm（側盾） バーベット部：100mm 副砲ケースメイト：150～190mm 司令塔：125～200mm |

ザンクト・ゲオルク (Panzerkreuzer der St. Georg) は、オーストリア＝ハンガリー帝国海軍の装甲巡洋艦。第一次世界大戦前に最後に竣工させた装甲巡洋艦であり、同型艦は無い。艦名は聖ゲオルギウスに因む。

## 概要
本艦の建造以前、オーストリア＝ハンガリー帝国海軍では、既に装甲巡洋艦「カイゼリン・ウント・ケーニギン・マリア・テレジア」、「カイザー･カール6世」の2隻が就役していたが、隣国イタリア海軍では装甲巡洋艦「ジュゼッペ・ガリバルディ級」の整備が進められていた。本艦は、このような情勢下で更なる増強を図るため、1900年に議会により建造が承認された艦である。

## 艦形

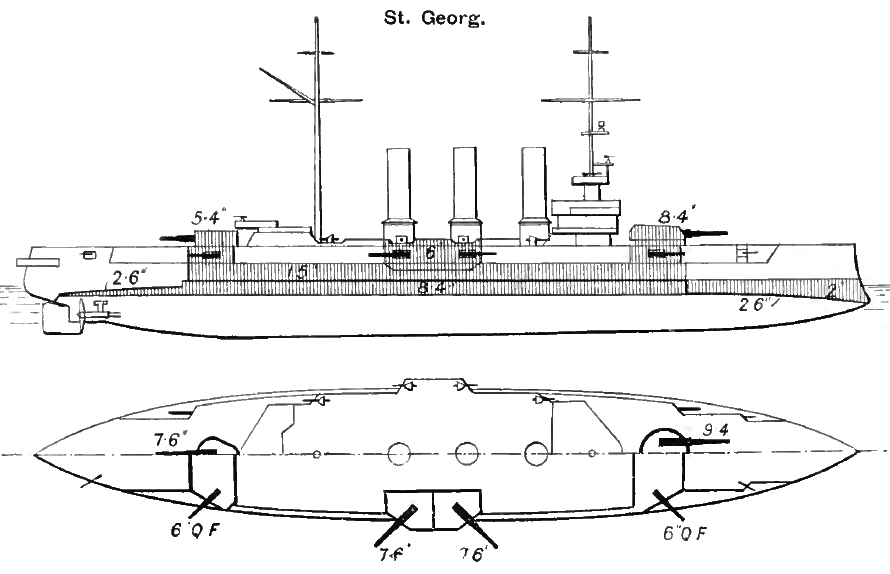
本艦の武装・装甲配置を示した図。

波の穏やかなアドリア海での運用が主であることから、船体形状は乾舷の比較的低い平甲板型船体とした。艦首水線下には衝角（ラム）を有している。
艦上には、前甲板に24cm連装式の主砲塔1基、後甲板に19cm単装砲を置き、艦中央部に艦橋、2本のミリタリー・マスト・3本煙突を配置した。中央部の煙突周囲は端艇甲板となっている。
19cm副砲は、艦後部の砲塔形式の他にも舷側の中央部にも配置されており、19cm砲を単装砲架に乗せ、ケースメイト方式で背中合わせで片舷2基ずつ配置したもので両舷で計4基が配置された。15cm砲は主砲塔と副砲塔の側面部舷側にケースメイト配置で艦首と艦尾に2基ずつ計4基を配置した。7cm速射砲は舷側甲板上に片舷4基ずつと後部見張り所の上に1基の計9基を配置した。この武装配置により、艦首方向に最大で24cm砲2門・19cm砲2門・15cm砲2門・7cm砲4門が、舷側方向には最大で24cm砲2門・19cm砲3門・15cm砲2門・7cm砲5門、艦尾方向には19cm砲3門・15cm砲2門・7cm砲5門が指向できた。

## 兵装

### 主砲
主砲はクルップ社製1898年型 24cm（40口径）砲を採用した。この砲はドイツ戦艦「カイザー・フリードリヒ3世級」や「ヴィッテルスバッハ級」のほか、オーストリア＝ハンガリー帝国海軍の前弩級戦艦にも採用されている。その性能は140kgの砲弾を、最大仰角30度で16,900mまで届かせることができ、射程10,000mで鉄板に対し30cmの貫通能力を、ハーヴェイ鋼に対して18cmの貫通能力を有していた。この砲を新設計の連装砲塔に収めた。俯仰能力は仰角30度・俯角5度である。旋回角度は単体首尾線方向を0度として左右150度の旋回角度を持つ、主砲身の俯仰・砲塔の旋回・砲弾の揚弾・装填は主に水圧で行われ、補助に人力を必要とした。砲弾の装填角度は仰角5度で固定され、発射速度は1分間に1.5発であった。

### その他の備砲・水雷兵装
副砲は、大小2種類の砲を採用した。うち大口径のものはシュコダ C/86 19cm（42口径）砲である。この砲は同時期の戦艦エルツヘルツォーク・カール級の副砲にも採用されている。その性能は、重量97kgの砲弾を最大仰角20度で射距離20,000mまで届かせることができた。発射速度は毎分3発、仰角は20度/俯角3度であった。旋回角度は艦尾側の単装砲塔は艦尾方向を0度として左右150度、舷側ケースメイトは150度の旋回角が可能であった。
より小口径の副砲は、クルップ 1898年型 SK L/40 15cm（40口径）砲である。その性能は45.3kgの砲弾を仰角20度で13,700mまで届かせることができた。砲身は仰角20度・俯角5度の範囲で上下でき、150度の旋回角度を持っていた。発射速度は毎分4～5発である。
水雷艇などに対する近接迎撃用としては、シュコダ 7cm（45口径）速射砲を採用した。その性能は4.5kgの砲弾を仰角20度で9,140mまで届かせる事ができた。砲身は仰角20度・俯角10度の範囲で上下でき、単装砲架で360度の旋回角度を持っていたが実際は上部構造物に射界を制限された。発射速度は毎分10～15発である。
水雷兵装として45.7cm水中魚雷発射管を単装で2基を装備した。

## 艦歴

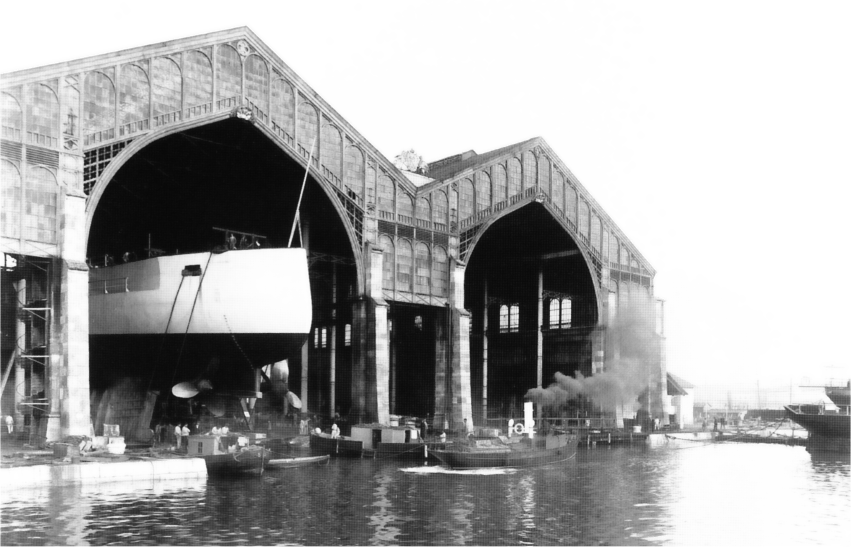
ポーラ工廠にて船体を建造中の写真。

1905年に竣工した本艦は、1907年に防護巡洋艦「アスペルン（Aspern）」を伴ってアメリカへの親善航海を、1913年にはバルカン諸国に親善航海を行った。
第一次世界大戦が始まる前の1914年8月には、他のオーストリア=ハンガリー帝国海軍主力艦隊とともに、ドイツ海軍地中海戦隊（モルトケ級巡洋戦艦「ゲーベン」及び軽巡洋艦「ブレスラウ」）の支援のためにブランカ岬まで出撃した。しかしながら、ドイツ地中海戦隊はオーストリア=ハンガリー帝国海軍への合流を選択せず、トルコの首都コンスタンティノープルに向かったため、オーストリア=ハンガリー帝国海軍主力艦隊は根拠地へ引き揚げた。
第一次世界大戦開戦時、本艦は「カイゼリン・ウント・ケーニギン・マリア・テレジア」と共に、ポール・フィドラー中将麾下の巡洋艦戦隊に所属していた。1915年5月にイタリアがオーストリア=ハンガリー帝国に宣戦布告したことに合わせ、5月24日に本艦は水雷艇2隻を伴ってリミニに艦砲射撃を加え、同地の貨物列車と鉄道橋を破壊して輸送網に被害を与えた。
1916年2月には、駆逐艦1隻と水雷艇4隻を率いて敵国イタリアのアンコナの南東部に位置するオルトナを砲撃し、沿岸部の鉄道を破壊した。8月28日には装甲巡洋艦「カイザー・カール6世」 と共に水雷艇3隻を伴ってブリンディジ沖に現れ、沿岸部を艦砲射撃した。
1917年5月14日から15日にかけて発生したオトラント海峡海戦では、本艦は襲撃部隊に対する支援任務に就いた。
1918年2月にカッタロ軍港で本艦の水兵が待遇格差の是正を求めて反乱を起こした。同海軍は直ちに反乱を抑えるべく戦艦「エルツヘルツォーク・カール」を派遣して反乱を鎮圧。首謀者4人に死刑を求刑し、2月11日に処刑した。反乱に参加した本艦は10月に武装解除の上、軍艦ではなく本格的にカッタロ軍港の司令部用の施設に転用された。
1920年にパリでの連合国との講和会議で本艦はイギリスへの賠償艦に指定され、イタリアに回航されタラントにて解体処分された。